# Camí de Cuberes a la Coma d'Orient
El Camí de Cuberes a la Coma d'Orient és un camí dels termes municipals de Conca de Dalt, al Pallars Jussà, a l'antic terme d'Hortoneda de la Conca, a l'àmbit del poble d'Herba-savina, i de Baix Pallars, a l'antic terme de Baén, a l'àmbit del poble de Cuberes.
Arrenca cap a l'oest-nord-oest de la cruïlla del Camí de la Casa Forestal amb la Pista de Cuberes per la part baixa de l'Obaga de Cuberes, que deixa al sud-est. Al cap de poc supera el Coll de Carrabina i puja a la Serra de Cuberes, on assoleix el Coll de Passavent, on ateny el terme municipal de Conca de Dalt. El Camí de Cuberes a la Coma d'Orient trenca en aquest lloc cap al sud-est, seguint el mateix traçat que el Camí del Pi Sec durant uns 300 metres, i se'n separa cap al sud-oest. Convertit en un corriol, va a buscar el termenal municipal, travessa el Barranquet Negre i, sempre cap a ponent, ateny l'Ereta de Damunt.
A partir d'aquest lloc, s'adreçava cap al sud, passant pel Coll de Pedraficada i per l'Ereta de Baix. Tot seguit travessa el Clot del Baster, més tard l'Obaga de Pedra Ficada, baixa per la Canal dels Traginers i ateny els Masos de la Coma, a la Coma d'Orient.